# Blok Reformatorski
Blok Reformatorski (bułg. Реформаторски блок) – koalicja bułgarskich centroprawicowych partii politycznych.

## Historia
Blok powstał 20 grudnia 2013. Został zawiązany przez pięć pozaparlamentarnych opozycyjnych wobec rządzących socjalistów ugrupowań. Utworzyły go Ruch „Bułgaria na rzecz Obywateli” (lider: Meglena Kunewa), Demokraci na rzecz Silnej Bułgarii (lider: Radan Kynew), Związek Sił Demokratycznych (lider: Bożidar Łukarski), Partia Ludowa „Wolność i Godność” (lider: Korman Ismaiłow) oraz Bułgarski Ludowy Związek Chłopski (lider: Nikołaj Nenczew). Sojusz zdecydował się na start w wyborach europejskich w 2014, wystawiając na pierwszym miejscu listy wyborczej byłą komisarz europejską Meglenę Kunewą. Rzecznikiem sojuszu został Radan Kynew, lider Demokratów na rzecz Silnej Bułgarii.
W głosowaniu z maja 2014 koalicja uzyskała 6,45% głosów, wprowadzając do Parlamentu Europejskiego jednego przedstawiciela – dzięki głosom preferencyjnym mandat uzyskał Swetosław Malinow. W październiku tego samego roku Blok Reformatorski, do którego przystąpiła m.in. Bułgarska Nowa Demokracja, w przedterminowych wyborach krajowych uzyskał blisko 8,9% głosów i 23 mandaty w Zgromadzeniu Narodowym 43. kadencji. Sojusz dołączył następnie do koalicji rządowej współtworzonej przez GERB, delegując swoich ministrów do gabinetu Bojka Borisowa.
W 2016 kandydatem bloku w wyborach prezydenckich był Trajczo Trajkow, który w pierwszej turze otrzymał 5,9% głosów, zajmując 6. miejsce. W międzyczasie ugrupowania Partia Ludowa „Wolność i Godność” oraz Demokraci na rzecz Silnej Bułgarii opuściły koalicję.
W przedterminowych wyborach w 2017 Blok Reformatorski otrzymał około 3,1% głosów, nie przekraczając tym samym wyborczego progu, co praktycznie zakończyło działalność sojuszu.